# شبه‌پنیرک
شبه پنیرک (نام علمی: Malvella) نام یک سرده از تیره پنیرکیان است.